# سنغلية
سنغلية (بالإنجليزية: Singlish)‏ وهي لفظة تشير إلى اللغة الإنجليزية العامية المحكية في سنغافورة، ويتكون المصطلح من (سن) إشارة لسنغافورة و(إنغل) إشارة اللغة الإنجليزية وألتي تعتبر من اللغات الرسمية في سنغافورة. وقد إنتشرت اللغة الإنجليزية في سنغافورة بسبب الإستعمار الإنجليزي لها والذي لم ينتهي إلا بعد سنة 1996، لم تكن لهجة السنغافوريين الإنجليزية مفهومة لدى الناطقين الآخرين باللغة الإنجليزية، فقام رئيس وزراء سنغافورة غو تشوك تونغ بإطلاق حركة تحدثوا الإنجليزية جيدا في البلد لكي تكون اللغة الإنجليزية مفهومة عند باقي الناطقين بالإنجليزية.